# دانشکده بهداشت و پزشکی گرمسیری لندن

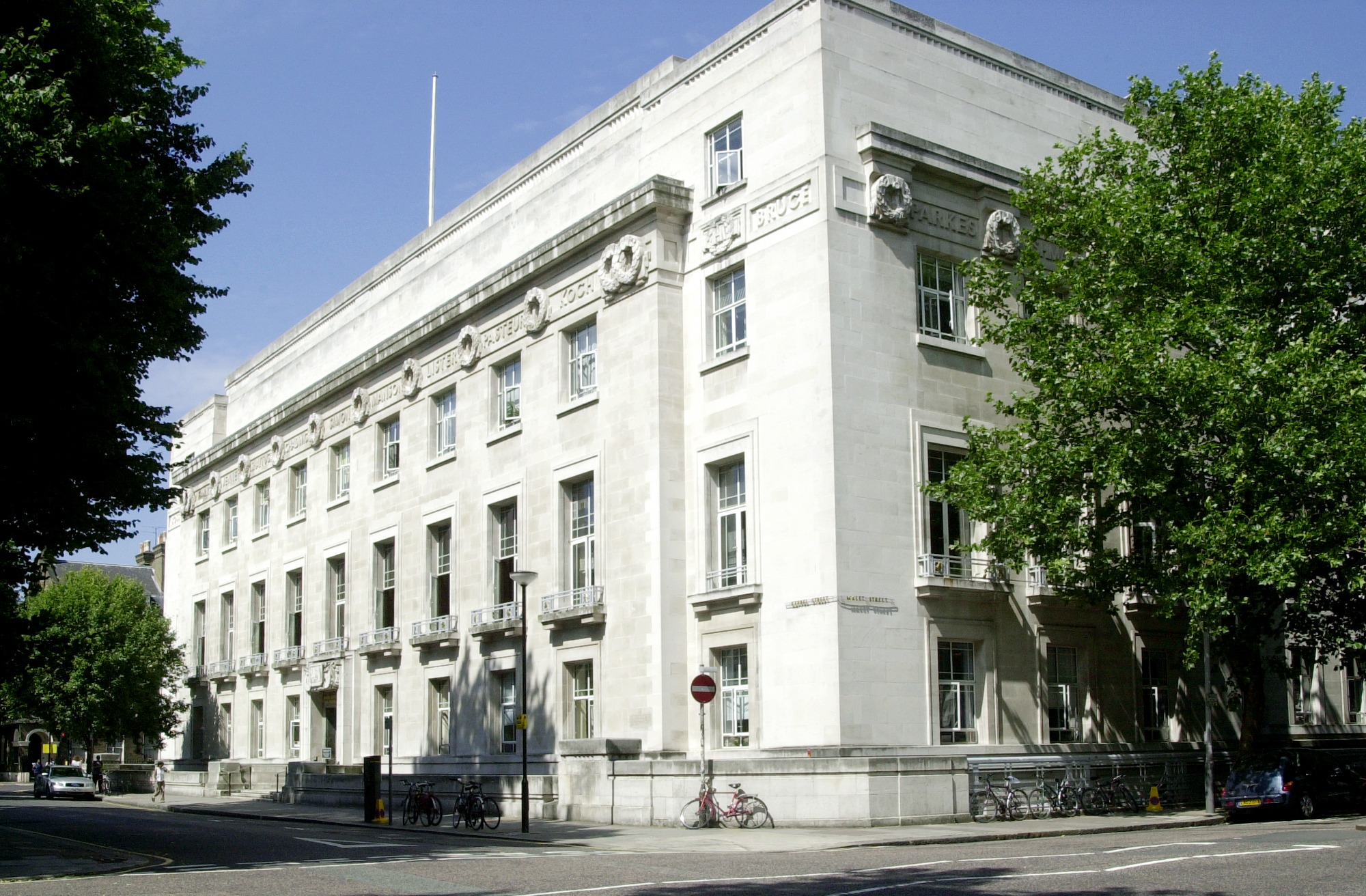
مدرسه بهداشت و پزشکی حاره‌ای لندن

مدرسه بهداشت و پزشکی گرمسیری لندن (به انگلیسی: London School of Hygiene and 
Tropical Medicine) یک دانشگاه تحقیقاتی دولتی در بلومزبری، لندن و یکی از مؤسسات عضو دانشگاه لندن است که در بهداشت عمومی و پزشکی حاره‌ای تخصص دارد.
این مؤسسه در سال ۱۸۹۹ پس از کمک مالی از طرف نیکوکار پارسی هند، بومانجی دینشاو پتیت و توسط پاتریک منسون تأسیس شد. و از زمان تأسیس خود در رتبه‌بندی‌های جهانی حضور داشته‌است.